# دانييل ستويانوفيتش
دانييل ستويانوفيتش (بالكرواتية: Danijel Stojanović)‏ هو لاعب كرة قدم كرواتي في مركز نصف الجناح، ولد في 18 أغسطس 1984 في Našice ‏ في كرواتيا. لعب مع زرينيسكي موستار وناسيونال ماديرا وهايدوك سبليت.

## وصلات خارجية
- دانييل ستويانوفيتش على موقع الاتحاد الأوربي (الإنجليزية)
- دانييل ستويانوفيتش على موقع Soccerway.com (الإنجليزية)
- دانييل ستويانوفيتش على موقع عالم كرة القدم.نت (الإنجليزية)